# Ittoqqortoormiit Heliport
Ittoqqortoormiit Heliport är en flygplats i Grönland (Kungariket Danmark). Den ligger i den östra delen av Grönland, 1 400 km öster om huvudstaden Nuuk. Ittoqqortoormiit Heliport ligger 65 meter över havet.
Flygningar sker till Nerlerit Inaat flygplats. Terrängen runt Ittoqqortoormiit Heliport är huvudsakligen kuperad, men söderut är den platt. Havet är nära Ittoqqortoormiit Heliport åt sydväst.  Närmaste större samhälle är Ittoqqortoormiit, 300 m väster om Ittoqqortoormiit Heliport.